# Штёккай
Штёккай (нем. Stöckey) — коммуна в Германии, в земле Тюрингия. 
Входит в состав района Айхсфельд. Подчиняется управлению Айксфельд-Зюдхарц.  Население составляет 425 человек (на 31 декабря 2006 года). Занимает площадь 7,77 км². Официальный код  —  16 0 61 093.

## Известные уроженцы
- Гаудиг, Гуго (1860—1923) — немецкий педагог, реформатор, просветитель, один из создателей педагогики личности.